# Museo Municipal de Santa Cruz del Norte
Museo Municipal de Santa Cruz del Norte es un museo que se encuentra en avenida 11 en Santa Cruz del Norte, Cuba. Se inauguró el 28 de enero de 1982.
Cuenta con seis salas permanentes y una transitoria. En una de estas salas se muestra el proceso evolutivo del ron en Cuba y objetos personales del beisbolista Pedro "Natilla" Jiménez.
También piezas relacionadas con la arqueología y la cultura santacruceñas. 